# Николь, Герберт
Герберт Сент-Джон Николь (англ. Herbert St. John Nicol; 12 апреля 1873, Бирмингем, Великобритания — 10 февраля 1950, Ванкувер, Канада) — британский регбист, серебряный призёр летних Олимпийских игр 1900.
На Играх Николь входил в сборную Великобритании, которая в единственном матче проиграла Франции со счётом 21:8, получив серебряные медали.